# フィアット・ブラーボ
ブラーボ（Bravo）は、イタリアの自動車メーカー、フィアットが製造・販売していたハッチバック型乗用車である。
本項では初代モデルの派生車種であるブラーバ (Brava)についても解説する。

## 初代（1995年 - 2001年）
1995年にティーポの後継としてデビュー。3ドアが「ブラーボ」、5ドアが「ブラーバ」をそれぞれ名乗る。車名はイタリア語由来の感嘆詞である「ブラヴォー」に由来し、「ブラーボ」は男性形、「ブラーバ」は女性形である。
エクステリアは曲線を多用したイタリア車らしい個性的なデザインが特徴。ブラーボとブラーバではボディ形状の差異だけでなく、Bピラー以降のデザインが大きく異なる。エンジンは1.4L、1.6L、1.8Lのガソリンエンジン、1.9Lのディーゼルエンジンを搭載。ブラーボにのみ2.0L 直列5気筒20バルブエンジンを搭載するスポーツモデル「HGT」も設定された。トランスミッションは5速MTを基本とし、1.6Lエンジン車のみ4速ATも選択できた。
1998年にマイナーチェンジ。1.4Lエンジンが廃止され、代替としてプントと同型の1.2Lエンジンが導入された。ディーゼルエンジンにはコモンレール式の燃料噴射装置を採用し、性能を高めた。また、「HGT」は可変バルブ機構の採用で最高出力が155psに上昇した。
本車とシャシを共用する車種として、セダン/ワゴンのマレアと、トールワゴンのムルティプラが存在する。
2001年に生産終了。後継は同年デビューのスティーロ。

### 日本での販売
日本では1998年2月から1999年11月にかけて、ブラーボの右ハンドル・1.6L・4速AT仕様のみを「ブラビッシモ」（Bravissimo）の車名で販売していた。全長4mに対して全幅1.7mオーバーというボディサイズは当時としては大柄で、広々とした室内スペースを確保していたが、3ドアのみというラインナップゆえに日本市場での販売は苦戦した。
正規輸入されたのはブラーボのみで、ブラーバは輸入されていない。

## 2代目（2007年 - 2014年）
スティーロの後継として2007年に登場。ボディは5ドアのみとなり、車名も「ブラーボ」に一本化される。エクステリアデザインはグランデプントのイメージを継承したもので、2006年に導入されたフィアットの赤地の新エンブレムを初めて装着した車種でもあった。